# Liga dos Campeões da CAF de 2014
A Liga dos Campeões da CAF de 2014 foi a 50ª edição da maior competição de clubes da África e a 18ª edição sobre o atual formato de competição. Como campeão o ES Sétif representou a África na Copa do Mundo de Clubes da FIFA de 2014.

## Equipes classificadas
Equipes marcadas em negrito entraram na primeira fase. As associações são mostradas pelo seu ranking entre os anos de 2008 até 2012.
| País                | Equipe                    | Classificação                                                                                    |
| ------------------- | ------------------------- | ------------------------------------------------------------------------------------------------ |
| Tunísia             | CS Sfaxien                | Campeão – Campeonato Tunisiano de Futebol de 2012–13                                             |
| Tunísia             | Espérance de Tunis        | Vice-campeão – Campeonato Tunisiano de Futebol de 2012–13                                        |
| Egito               | Al-Ahly                   | Campeão – Liga dos Campeões da CAF de 2013 Campeão – Campeonato Egípcio de Futebol de 2010–11[a] |
| Egito               | Zamalek                   | Vice-campeão – Campeonato Egípcio de Futebol de 2010–11[a]                                       |
| Nigéria             | Kano Pillars              | Campeão – Campeonato Nigeriano de Futebol de 2013                                                |
| Nigéria             | Enyimba                   | Vice-campeão – Campeonato Nigeriano de Futebol de 2013                                           |
| Sudão               | Al-Merreikh               | Campeão – Campeonato Sudanês de Futebol de 2013                                                  |
| Sudão               | Al-Hilal                  | Vice-campeão – Campeonato Sudanês de Futebol de 2013                                             |
| Marrocos            | Raja Casablanca           | Campeão – Campeonato Marroquino de Futebol de 2012–13                                            |
| Marrocos            | FAR Rabat                 | Vice-campeão – Campeonato Marroquino de Futebol de 2012–13                                       |
| RD Congo            | TP Mazembe                | Campeão – Campeonato Nacional de Futebol da República Democrática do Congo de 2013               |
| RD Congo            | AS Vita Club              | Vice-campeão – Campeonato Nacional de Futebol da República Democrática do Congo de 2013          |
| Argélia             | ES Sétif                  | Campeão – Campeonato Argelino de Futebol de 2012–13                                              |
| Mali                | Stade Malien              | Campeão – Campeonato Malinês de Futebol de 2012–13                                               |
| Mali                | AS Real Bamako            | Vice-campeão – Campeonato Malinês de Futebol de 2012–13                                          |
| República do Congo  | AC Léopards               | Campeão – Campeonato Congolês de Futebol de 2013                                                 |
| República do Congo  | Diables Noirs             | Vice-campeão – Campeonato Congolês de Futebol de 2013                                            |
| Angola              | Kabuscorp                 | Campeão – Girabola de 2013                                                                       |
| Angola              | Primeiro de Agosto        | Vice-campeão – Girabola de 2013                                                                  |
| Camarões            | Coton Sport               | Campeão – Campeonato Camaronês de Futebol de 2013                                                |
| Camarões            | Les Astres                | Vice-campeão – Campeonato Camaronês de Futebol de 2013                                           |
| Gana                | Asante Kotoko             | Campeão – Campeonato Ganês de Futebol de 2012–13                                                 |
| Gana                | Berekum Chelsea           | Vice-campeão – Campeonato Ganês de Futebol de 2012–13                                            |
| Zimbabwe            | Dynamos                   | Campeão – Campeonato Zimbabuense de Futebol de 2013                                              |
| Zâmbia              | Nkana                     | Campeão – Campeonato Zambiano de Futebol de 2013                                                 |
| Costa do Marfim     | Séwé Sport                | Campeão – Campeonato Marfinense de Futebol de 2012–13                                            |
| Líbia               | Al-Ahly Bengasi           | Vencedor – Grupo B Campeonato Líbio de Futebol de 2013–14                                        |
| Níger               | AS Douanes Niamey         | Campeão – Campeonato Nigerino de Futebol de 2012–13                                              |
| Botswana            | Mochudi Centre Chiefs     | Campeão – Campeonato Botsuano de Futebol de 2012–13                                              |
| Burquina Fasso      | ASFA Yennenga             | Campeão – Campeonato Burquinense de Futebol de 2013                                              |
| Burundi             | Flambeau de l’Est         | Campeão – Campeonato Burundiano de Futebol de 2012–13                                            |
| Chade               | Foullah Edifice           | Campeão – Campeonato Chadiano de Futebol de 2013                                                 |
| Comores             | Komorozine de Domoni      | Campeão – Campeonato Comorense de Futebol de 2013                                                |
| Guiné Equatorial    | Akonangui                 | Campeão – Campeonato Guinéu-Equatoriano de Futebol de 2013                                       |
| Etiópia             | Dedebit                   | Campeão – Campeonato Etíope de Futebol de 2012–13                                                |
| Gabão               | US Bitam                  | Campeão – Campeonato Gabonês de Futebol de 2012–13                                               |
| Gâmbia              | Steve Biko                | Campeão – Campeonato Gambiano de Futebol de 2013                                                 |
| Guiné               | Horoya                    | Campeão – Campeonato Guineano de Futebol de 2013                                                 |
| Guiné-Bissau        | Os Balantas               | Campeão – Campeonato Guineense de Futebol de 2013                                                |
| Quênia              | Gor Mahia                 | Campeão – Campeonato Queniano de Futebol de 2013                                                 |
| Lesoto              | Lioli                     | Campeão – Campeonato Lesoto de Futebol de 2012–13                                                |
| Libéria             | Barrack Young Controllers | Campeão – Campeonato Liberiano de Futebol de 2013                                                |
| Madagáscar          | CNaPS Sport               | Campeão – Campeonato Malgaxe de Futebol de 2013                                                  |
| Mauritânia          | Nouadhibou                | Campeão – Campeonato Mauritano de Futebol de 2012–13                                             |
| Moçambique          | Liga Muçulmana            | Campeão – Moçambola de 2013                                                                      |
| Namíbia             | Black Africa              | Campeão – Campeonato Namibiano de Futebol de 2012–13                                             |
| Ruanda              | Rayon Sports              | Campeão – Campeonato Ruandês de Futebol de 2012–13                                               |
| São Tomé e Príncipe | Sporting Praia Cruz[b]    | Campeão – Campeonato Santomense de Futebol de 2013                                               |
| Senegal             | Diambars                  | Campeão – Campeonato Senegalês de Futebol de 2013                                                |
| Seicheles           | Côte d'Or                 | Campeão – Campeonato Seichelense de Futebol de 2013                                              |
| Serra Leoa          | Diamond Stars             | Campeão – Campeonato Serra-Leonês de Futebol de 2013                                             |
| África do Sul       | Kaizer Chiefs             | Campeão – Campeonato Sul-Africano de Futebol de 2012–13                                          |
| Sudão do Sul        | Atlabara                  | Campeão – Campeonato Sul-sudanês de Futebol de 2013                                              |
| Essuatíni           | Mbabane Swallows          | Campeão – Campeonato Suazi de Futebol de 2012–13                                                 |
| Tanzânia            | Young Africans            | Campeão – Campeonato Tanzaniano de Futebol de 2012–13                                            |
| Togo                | Anges de Notsè            | Campeão – Campeonato Togolês de Futebol de 2013                                                  |
| Uganda              | Kampala City Council      | Campeão – Campeonato Ugandense de Futebol de 2012–13                                             |
| Zanzibar            | KMKM                      | Campeão – Campeonato Zanzibarita de Futebol de 2012–13                                           |

Notas
- A. ^  Os campeões do Campeonato Egípcio de Futebol de 2012–13 seriam originalmente os representantes do Egito na competição, porém o campeonato foi cancelado por questões de segurança, e o campeão e vice-campeão da edição 2010–11 foram selecionados para representar o país na competição.[1]

- B. ^  O vice-campeão do Campeonato Argelino de Futebol de 2012–13, USM El Harrach desistiu da competição após a realização do sorteio.[2] Sporting Praia Cruz o campeão do Campeonato Santomense de Futebol de 2013 foi o escolhido para substituir a equipe Argelina.[3]

As seguintes associações não entraram com um representante na competição:  Benim,  Cabo Verde,  República Centro-Africana,  Djibuti,  Eritreia,  Malawi,  Ilhas Maurícias,  Reunião,  Somália.

## Calendário
O calendário para a competição foi o seguinte (todos os sorteios são realizados na sede da CAF em Cairo, Egito, a não ser como marcado abaixo).
| Fase           | Rodada          | Data do sorteio                                | Partida de ida             | Partida de volta            |
| -------------- | --------------- | ---------------------------------------------- | -------------------------- | --------------------------- |
| Qualificações  | Fase preliminar | 16 de dezembro de 2013 · (Marrakech, Marrocos) | 7–9 de fevereiro           | 14–16 de fevereiro          |
| Qualificações  | Primeira fase   | 16 de dezembro de 2013 · (Marrakech, Marrocos) | 28 de fevereiro–2 de março | 7–9 março de 2014           |
| Qualificações  | Segunda fase    | 16 de dezembro de 2013 · (Marrakech, Marrocos) | 21–23 de março             | 28–30 de março              |
| Fase de grupos | 1ª Rodada       | 29 de abril                                    | 16–18 de maio              | 16–18 de maio               |
| Fase de grupos | 2ª Rodada       | 29 de abril                                    | 23–25 de maio              | 23–25 de maio               |
| Fase de grupos | 3ª Rodada       | 29 de abril                                    | 6–8 de junho               | 6–8 de junho                |
| Fase de grupos | 4ª Rodada       | 29 de abril                                    | 25–27 de julho             | 25–27 de julho              |
| Fase de grupos | 5ª Rodada       | 29 de abril                                    | 8–10 de agosto             | 8–10 de agosto              |
| Fase de grupos | 6ª Rodada       | 29 de abril                                    | 22–24 de agosto            | 22–24 de agosto             |
| Fase final     | Semifinais      | 29 de abril                                    | 19–21 de setembro          | 26–28 de setembro           |
| Fase final     | Final           | 29 de abril                                    | 24–26 de outubro           | 31 de outubro–2 de novembro |

## Fases de qualificação
O sorteio para a fase preliminar, primeira e segunda fase foram realizados em 16 de dezembro de 2013.

### Fase preliminar
| Equipe 1            | Total          | Equipe 2                  | 1.º jogo | 2.º jogo |
| ------------------- | -------------- | ------------------------- | -------- | -------- |
| Young Africans      | 12–2           | Komorozine                | 7–0      | 5–2      |
| Berekum Chelsea     | 2–2 (3–0 pen.) | Atlabara                  | 2–0      | 0–2      |
| Al-Ahly Bengasi     | 4–2            | Foullah Edifice           | 4–0      | 0–2      |
| Gor Mahia           | 1–1 (3–1 pen.) | Bitam                     | 1–0      | 0–1      |
| Enyimba             | 4–3            | Anges de Notsè            | 3–1      | 1–2      |
| FAR Rabat           | 3–3 (g.f.)     | Real Bamako               | 2–2      | 1–1      |
| Les Astres          | 4–0            | Akonangui                 | 3–0      | 1–0      |
| Asante Kotoko       | 2–2 (g.f.)     | Barrack Young Controllers | 2–1      | 0–1      |
| Séwé Sport          | w/o[c]         | Os Balantas               | –        | –        |
| Dedebit             | 3–2            | KMKM                      | 3–0      | 0–2      |
| Nouadhibou          | 1–4            | Horoya                    | 1–1      | 0–3      |
| Raja Casablanca     | 8–1            | Diamond Stars             | 6–0      | 2–1      |
| Diables Noirs       | 1–2            | Flambeau de l’Est         | 0–1      | 1–1      |
| ES Sétif            | w/o[d]         | Steve Biko                | –        | –        |
| Diambars            | 1–1 (2–4 pen.) | ASFA Yennenga             | 1–0      | 0–1      |
| Sporting Praia Cruz | 3–7            | Stade Malien              | 3–2      | 0–5      |
| AC Léopards         | 2–2 (g.f.)     | Rayon Sports              | 0–0      | 2–2      |
| Primeiro de Agosto  | 3–2            | Lioli                     | 2–0      | 1–2      |
| Kaizer Chiefs       | 4–1            | Black Africa              | 3–0      | 1–1      |
| Liga Muçulmana      | 1–0            | CNaPS Sport               | 1–0      | 0–0      |
| Dynamos             | 4–1            | Mochudi Centre Chiefs     | 3–0      | 1–1      |
| AS Vita Club        | 4–3            | Kano Pillars              | 3–1      | 1–2      |
| Zamalek             | 3–0            | AS Douanes Niamey         | 2–0      | 1–0      |
| Kabuscorp           | 7–2            | Côte d'Or                 | 5–1      | 2–1      |
| Mbabane Swallows    | 4–5            | Nkana                     | 2–0      | 2–5      |
| Al-Merreikh         | 2–3            | KCCA                      | 0–2      | 2–1      |

Notas
- C. ^  Séwé Sport avançou para a primeira fase após o Os Balantas desistirem da competição.[7]

- D. ^  ES Sétif avançou para a primeira fase após a desistência do Steve Biko.[8]

### Primeira fase
| Equipe 1                  | Total          | Equipe 2        | 1.º jogo | 2.º jogo |
| ------------------------- | -------------- | --------------- | -------- | -------- |
| Young Africans            | 1–1 (3–4 pen.) | Al-Ahly         | 1–0      | 0–1      |
| Berekum Chelsea           | 1–3            | Al-Ahly Bengasi | 1–1      | 0–2      |
| Gor Mahia                 | 2–8            | Espérance       | 2–3      | 0–5      |
| Enyimba                   | 2–2 (g.f.)     | Real Bamako     | 1–2      | 1–0      |
| Les Astres                | 1–4            | Mazembe         | 1–1      | 0–3      |
| Barrack Young Controllers | 3–4            | Séwé            | 3–3      | 0–1      |
| Dedebit                   | 1–4            | Sfaxien         | 1–2      | 0–2      |
| Horoya                    | 1–1 (5–4 pen.) | Raja Casablanca | 1–0      | 0–1      |
| Flambeau de l’Est         | 1–5            | Coton Sport     | 1–0      | 0–5      |
| Sétifienne                | 5–0            | Faso-Yennenga   | 5–0      | 0–0      |
| Stade Malien              | 0–2            | Al-Hilal        | 0–0      | 0–2      |
| Léopards                  | 4–3            | 1° de Agosto    | 4–1      | 0–2      |
| Kaizer Chiefs             | 7–0            | Liga Muçulmana  | 4–0      | 3–0      |
| Dynamos                   | 0–1            | Vita            | 0–0      | 0–1      |
| Zamalek                   | 1–0            | Kabuscorp       | 1–0      | 0–0      |
| Nkana                     | 4–3            | KCCA            | 2–2      | 2–1      |

### Segunda fase
| Equipe 1        | Total      | Equipe 2      | 1.º jogo | 2.º jogo |
| --------------- | ---------- | ------------- | -------- | -------- |
| Al-Ahly Bengasi | 4–2        | Al-Ahly       | 1–0      | 3–2      |
| Real Bamako     | 1–4        | Espérance     | 1–1      | 0–3      |
| Séwé            | 2–2 (g.f.) | Mazembe       | 2–1      | 0–1      |
| Horoya          | 0–3        | Sfaxien       | 0–1      | 0–2      |
| Sétifienne      | 2–0        | Coton Sport   | 1–0      | 1–0      |
| Léopards        | 1–1 (g.f.) | Al-Hilal      | 1–1      | 0–0      |
| Vita            | 3–2        | Kaizer Chiefs | 3–0      | 0–2      |
| Nkana           | 0–5        | Zamalek       | 0–0      | 0–5      |

Os perdedores da segunda fase entraram na fase de play-off da Copa das Confederações da CAF de 2014.

## Fase de grupos
O sorteio para a fase de grupos foi realizado em 29 de abril de 2014. Os oito times foram colocados em dois grupos com quatro times cada.

### Grupo A
| Pos. | Equipe       | Pts | J | V | E | D | GP | GC | SG |
| ---- | ------------ | --- | - | - | - | - | -- | -- | -- |
| 1    | TP Mazembe   | 11  | 6 | 3 | 2 | 1 | 5  | 2  | +3 |
| 2    | AS Vita Club | 11  | 6 | 3 | 2 | 1 | 6  | 4  | +2 |
| 3    | Al-Hilal     | 7   | 6 | 2 | 1 | 3 | 7  | 9  | –2 |
| 4    | Zamalek      | 4   | 6 | 1 | 1 | 4 | 4  | 7  | –3 |

|              | HIL | VIT | TPM | ZAM |
| ------------ | --- | --- | --- | --- |
| Al-Hilal     | —   | 1–1 | 1–0 | 2–1 |
| AS Vita Club | 2–1 | —   | 0–0 | 2–1 |
| TP Mazembe   | 3–1 | 1–0 | —   | 1–0 |
| Zamalek      | 2–1 | 0–1 | 0–0 | —   |

### Grupo B
| Pos. | Equipe             | Pts | J | V | E | D | GP | GC | SG |
| ---- | ------------------ | --- | - | - | - | - | -- | -- | -- |
| 1    | CS Sfaxien         | 11  | 6 | 3 | 2 | 1 | 8  | 5  | +3 |
| 2    | ES Sétif           | 10  | 6 | 2 | 4 | 0 | 9  | 6  | +3 |
| 3    | Espérance de Tunis | 7   | 6 | 2 | 1 | 3 | 8  | 9  | –1 |
| 4    | Al-Ahly Bengasi    | 4   | 6 | 1 | 1 | 4 | 5  | 10 | –5 |

|                    | AHB | CSS | ESS | EST |
| ------------------ | --- | --- | --- | --- |
| Al-Ahly Bengasi    | —   | 0–1 | 0–2 | 3–2 |
| CS Sfaxien         | 3–1 | —   | 1–1 | 1–0 |
| ES Sétif           | 1–1 | 1–1 | —   | 2–2 |
| Espérance de Tunis | 1–0 | 2–1 | 1–2 | —   |

## Semifinais
| Equipe 1   | Total    | Equipe 2 | 1.º jogo | 2.º jogo |
| ---------- | -------- | -------- | -------- | -------- |
| Sétifienne | 4–4 (gf) | Mazembe  | 2–1      | 2–3      |
| Vita       | 4–2      | Sfaxien  | 2–1      | 2–1      |

## Final
| Equipe 1 | Total    | Equipe 2   | 1.º jogo | 2.º jogo |
| -------- | -------- | ---------- | -------- | -------- |
| Vita     | 3–3 (gf) | Sétifienne | 2–2      | 1–1      |

## Premiação
| Liga dos Campeões da CAF de 2014 |
| Argélia                          |
| -------------------------------- |
| ES Sétif Campeão (2º título)     |